# مها الشحي
مها الشحي، سبّاحة الإمارات العربية المتحدة، شاركت في منافسات السباحة 200 متر للسيدات في الألعاب الأولمبية الصيفية 2024 التي أقيمت في باريس، فرنسا.

## المسيرة المهنية
بدأت مها ممارسة السباحة بعمر 12 عاماً بتشجيع من أهلها. انضمت إلى المنتخب الوطني مع اثنتين من شقيقاتها، ومثلت معهن الإمارات في أكثر من بطولة. شاركت في دورة الألعاب الخليجية الأولى للشباب التي أقيمت في أبو ظبي في إبريل 2024 وحصدت عدّة جوائز. 
تأهلت مها الشحي لأولمبياد باريس بعد أن جمعت أكبر عدد من النقاط في سباقات 200 متر المعتمدة أولمبياً. احتلت المركز 28 في سباق 200 متر حرة للسيدات بزمنٍ قدره 2.17.17، فنجحت بتحطيم الرقم القياسي الشخصي السابق لها وهو 2:17.37 بفارق 0.20 ثانية.